# ویکتور آرتور سیمور ویلیامز
ویکتور آرتور سیمور ویلیامز (انگلیسی: Victor Williams; ۱۹۴۹ – ۱۸۶۷) فرد نظامی اهل کانادا بود.